# 台中市公車900路跳蛙公車
台中市公車900路跳蛙公車目前行駛自朝陽三民路口到豐原高中，主要行駛於三民路三段、北屯路、潭子區中山路、豐原區中山路。本路線僅靠現今900路重點站位，非逐站停靠，且僅於平日尖峰行駛，例假日停駛。通車時原為900路，2022年7月1日配合幹線公車通車，路線改為900路跳蛙公車，為北屯幹線跳蛙公車。

## 歷史
- 2016年3月1日：900路正式通車。[1] [2] [3]
- 2016年10月29日：配合「臺中鐵路架化第二階段工程」，臺中火車站往豐原方向站位遷移至建國路166號（原金沙百貨對面）。[4] [5] [6]
- 2018年10月29日：「舊社公園(北屯路)」更名為「捷運松竹站(北屯路)」；「頭家厝」更名為「頭家厝車站」；「潭子區公所」更名為「中山潭子街口」。
- 2018年12月3日：「潭子火車站」更名為「潭子車站」、「豐原火車站」更名為「豐原車站」。
- 2019年1月1日：「臺中火車站」更名為「臺中車站(民族路口)」。
- 2019年1月11日：「頂街」更名為「頂街（中正路）」。
- 2022年7月1日：配合幹線公車通車，路線改為900路跳蛙公車「光明國中－豐原高中」。
- 2025年1月15日：光明國中（公館路46巷）取消停靠，起始站改為朝陽三民路口。900繞併入900路，且微調班次時刻。

## 路線基本資料
單程行車里數約20.0公里，單程行車時間約90分。往豐原高中共30站，往光明國中共30站。
本路線自光明國中起，沿著西區林森路25巷、自由路一段、民權路、中區建國路、雙十路、精武路、北區三民路三段、北屯區北屯路、潭子區中山路、豐原區中山路、中正路、豐中路、圓環北路、圓環東路、水源路到豐原高中。

### 時刻表
- 時刻表僅供參考，請以豐原客運網站公告為準。
- 時刻表更新日期為2025年3月7日。

| 台中市公車900跳蛙平日時刻表 | 台中市公車900跳蛙平日時刻表 | 台中市公車900跳蛙平日時刻表 | 台中市公車900跳蛙平日時刻表 |
| --------------------------- | --------------------------- | --------------------------- | --------------------------- |
| 朝陽三民路口開時刻          | 朝陽三民路口開備註          | 豐原高中開時刻              | 豐原高中開備註              |
| 05:50                       | -                           | 06:10                       | -                           |
| 06:00                       | -                           | 06:20                       | -                           |
| 06:10                       | -                           | 06:30                       | -                           |
| 06:20                       | -                           | 06:40                       | -                           |
| 06:30                       | -                           | 06:50                       | -                           |
| 16:30                       | -                           | 16:50                       | -                           |
| 16:40                       | -                           | 17:00                       | -                           |
| 16:50                       | -                           | 17:10                       | -                           |
| 17:00                       | -                           | 17:20                       | -                           |
| 17:10                       | -                           | 17:30                       | -                           |

例假日及寒暑假停駛

### 收費
- 依里程計費；刷電子票證10公里免費。
- 里程計費說明：
  - 基本里程：10公里。
  - 基本里程票價全票20元、半票11元。
  - 超過基本里程（10公里）計費方式：
    - 全票=[2.431 x 搭乘里程數x （1+5%營業稅）] （四捨五入）
    - 半票=[2.431 x 搭乘里程數x （1+5%營業稅）] x 50% （四捨五入）

  - 兒童、老人、身心障礙者及其陪伴者依規定半票收費。

### 停站
參見右側站牌路線圖。